# Ricardo Rayas
Ricardo Rayas Sánchez (ur. 7 lutego 1970 w León) – meksykański piłkarz występujący na pozycji obrońcy, trener piłkarski.

## Kariera klubowa
Rayas pochodzi z miasta León i jest wychowankiem tamtejszej drużyny Club León. Do seniorskiego zespołu został włączony w wieku 21 lat przez szkoleniowca Víctora Manuela Vuceticha; w meksykańskiej Primera División zadebiutował 29 stycznia 1992 w przegranym 0:2 spotkaniu z Monterrey i od tamtego czasu regularnie pojawiał się na ligowych boiskach. Już w swoim premierowym sezonie, 1991/1992, wywalczył z Leónem największy sukces w karierze w postaci tytułu mistrza Meksyku. W 1993 roku dotarł za to ze swoją ekipą do finału najbardziej prestiżowych rozgrywek kontynentu, Pucharu Mistrzów CONCACAF. Pierwszego gola w najwyższej klasie rozgrywkowej strzelił 7 lutego 1993 w zremisowanej 1:1 konfrontacji z Pueblą. W rozgrywkach 1994/1995 stracił jednak miejsce w pierwszej drużynie Leónu, przez co odszedł do drugoligowego Correcaminos UAT z miasta Ciudad Victoria. W wiosennym sezonie Verano 1999 dotarł z nim do dwumeczu finałowego Primera División A.
Latem 1997 Rayas powrócił do najwyższej klasy rozgrywkowej, podpisując umowę z Tiburones Rojos de Veracruz. Tam spędził rok, grając nieregularnie, a na koniec sezonu 1997/1998 spadł z ekipą do drugiej ligi. Był to zarazem jego ostatni pobyt w pierwszej lidze; później występował już tylko bez większych sukcesów w drugoligowych drużynach – początkowo ponownie w Correcaminos UAT, a profesjonalną karierę piłkarską zakończył w wieku 32 lat jako piłkarz Atlético Chiapas z siedzibą w mieście Tuxtla Gutiérrez.

## Kariera trenerska
Po zakończeniu kariery piłkarskiej Rayas został trenerem, początkowo podejmując pracę w drugoligowym Petroleros de Salamanca. Już w pierwszym sezonie w roli szkoleniowca, Apertura 2006, dotarł ze swoją drużyną do dwumeczu finałowego Primera División A, przegrywając w nim jednak z Pueblą. W połowie 2007 roku odszedł ze stanowiska, jednak pozostał w klubie, zostając jednym z członków sztabu szkoleniowego. W lipcu 2008 odszedł do innego drugoligowca, CD Irapuato, gdzie początkowo także pracował jako asystent, a pierwszym trenerem został po czterech miesiącach, ponownie doprowadzając zespół od finału rozgrywek Apertura 2008, gdzie tym razem okazał się gorszy od Querétaro. Został zwolniony w lutym 2009, a niedługo potem podpisał umowę z trzecioligowym Uniónem de Curtidores ze swojego rodzinnego miasta León. Jeszcze w tym samym roku powrócił do drugiej ligi, zostając szkoleniowcem klubu Dorados de Sinaloa z siedzibą w Culiacán, który trenował przez następne dwa i pół roku, jednak bez większych sukcesów.
W styczniu 2012 Rayas po raz drugi został trenerem CD Irapuato, jednak nie potrafił odnieść z nim żadnego osiągnięcia i odszedł z drużyny po upływie pół roku. W połowie tego samego roku powrócił do Uniónu de Curtidores, występującego w Segunda División. W wiosennym sezonie Clausura 2013 doprowadził tę drużynę do dwumeczu finałowego trzeciej ligi meksykańskiej, a bezpośrednio po tym sukcesie został szkoleniowcem nowo powstałego klubu Alebrijes de Oaxaca, grającego na zapleczu najwyższej klasy rozgrywkowej.